# Éticsiga
Az éticsiga (Helix pomatia) a csigák (Gastropoda) osztályának tüdőscsigák (Pulmonata) rendjébe, ezen belül a főcsigák (Helicidae) családjába tartozó faj.

## Előfordulása
Őshonos a következő területeken: Ausztria, Belgium, Csehország, Kelet-Franciaország, Észak-Olaszország, Németország, Magyarország, Hollandia, Lengyelország, Nyugat-Oroszország, Szlovákia, Szlovénia, Ukrajna, Románia és a délkelet-európai országokban.
Betelepített faj a következő országokban: Svédország, Norvégia és Finnország középső és déli részei, ahová a középkorban a szerzetesek telepítették be ezt a csigát. Angliába a rómaiak vitték be, de csak a déli meszes vidékeken tudott megmaradni; manapság védett a szigetországban.
Sok ember fogyasztja ezt a csigafajt, emiatt farmokon is tenyésztik. Gyűjtés után kosárban éheztetik őket néhány napig, hogy a mérgező anyagoktól megtisztuljanak. A középkorban különösen kedvelték a böjt időszak alatti fogyaszthatósága miatt – ugyanis nem húsnak, hanem halnak tekintették. Az éticsiga hazánkban védett állat.

## Életmódja
Az éticsiga télen és a forró nyári napokon dermedt állapotba merül, ilyenkor meszes burkot von maga köré. Nagyobb tavaszi és őszi esőzéseket követően a szilárd burkolatú felületekre menekül.

## Szaporodása
A csiga hímnős, mégis párt kell keresnie a párzáshoz. Az egymásra talált csigák ondócsomagot adnak át egymásnak, s ez a peterakásig a párzótasakban tárolódik. A párzás közben mindkét állat megtermékenyül. Az ivarszervek a zsigerzacskó felső részében helyezkednek el. A párzás május–augusztus hónapokban megy végbe, melyet követően mindkét csiga 7-8 cm mélyen a talajba ássa magát, és lerakja 40-80 db petéjét. A peték nagysága átlagosan 3 milliméter.  Néhány hét alatt a kis csigák kikelnek, ezt követően 2-5 év elteltével válnak ivaréretté. A természetben átlagosan 7-8 évig él, fogságban pedig megérheti a 10 éves kort is.

## Képek

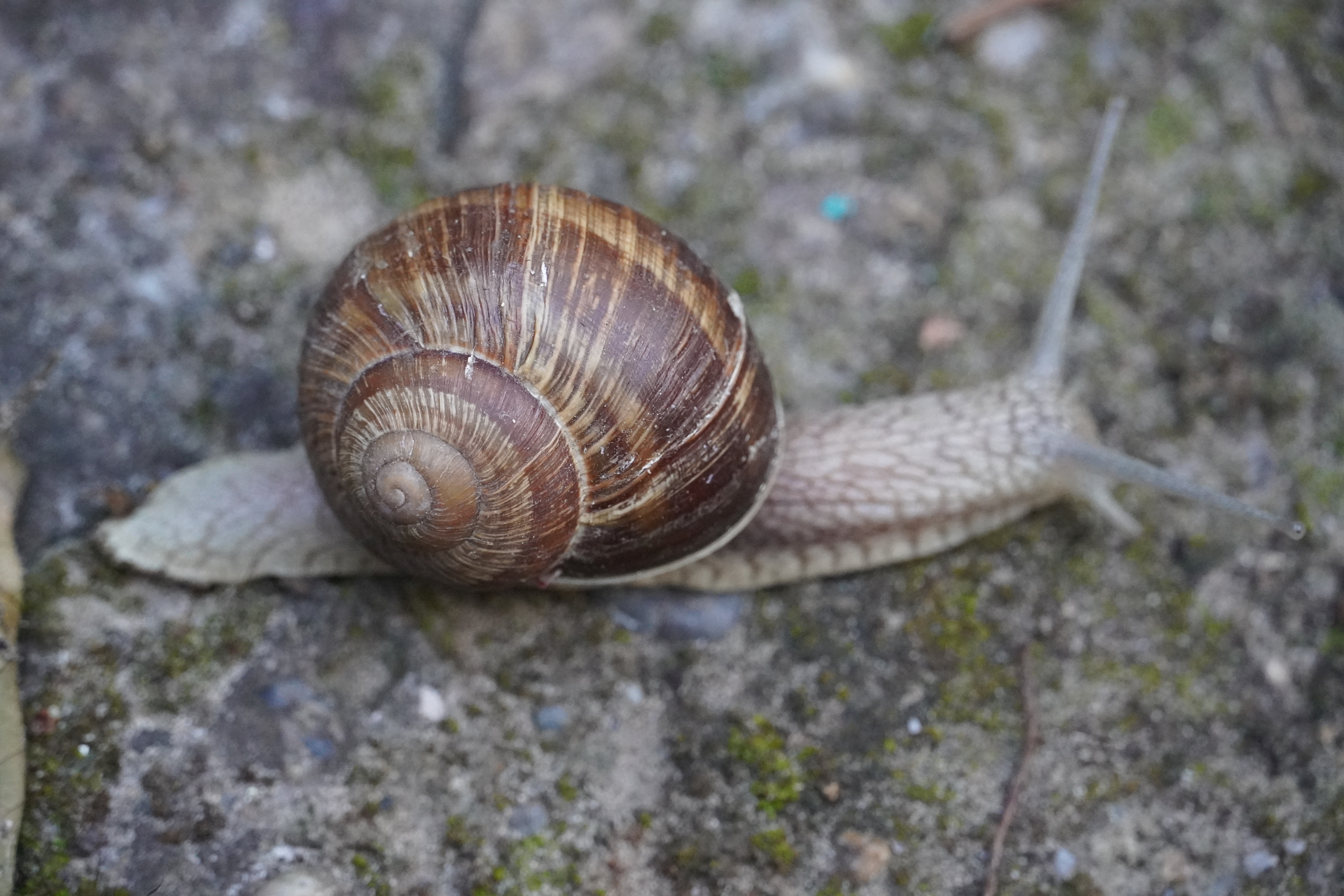
Kifejlett egyed
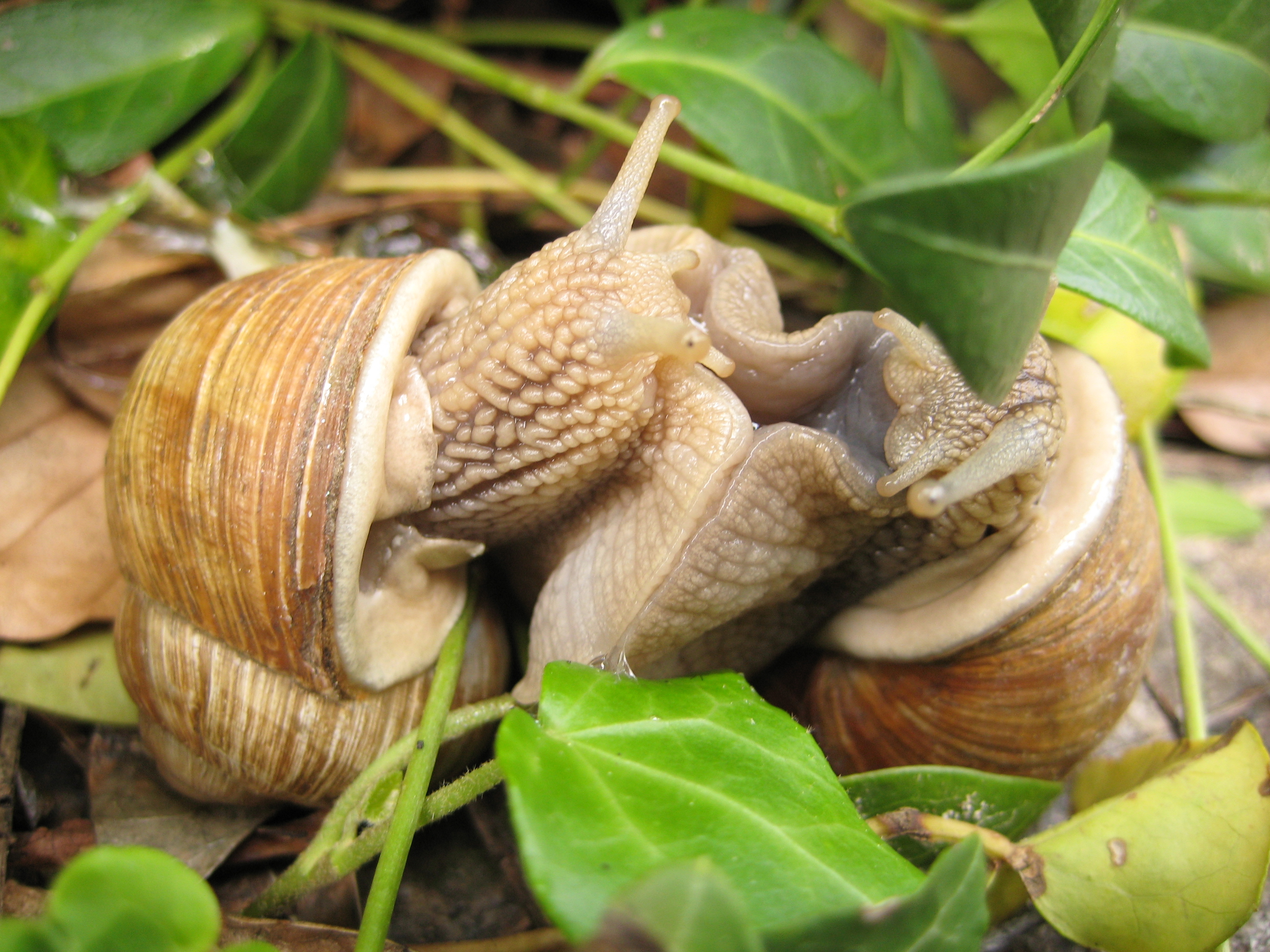
Párzó csigák
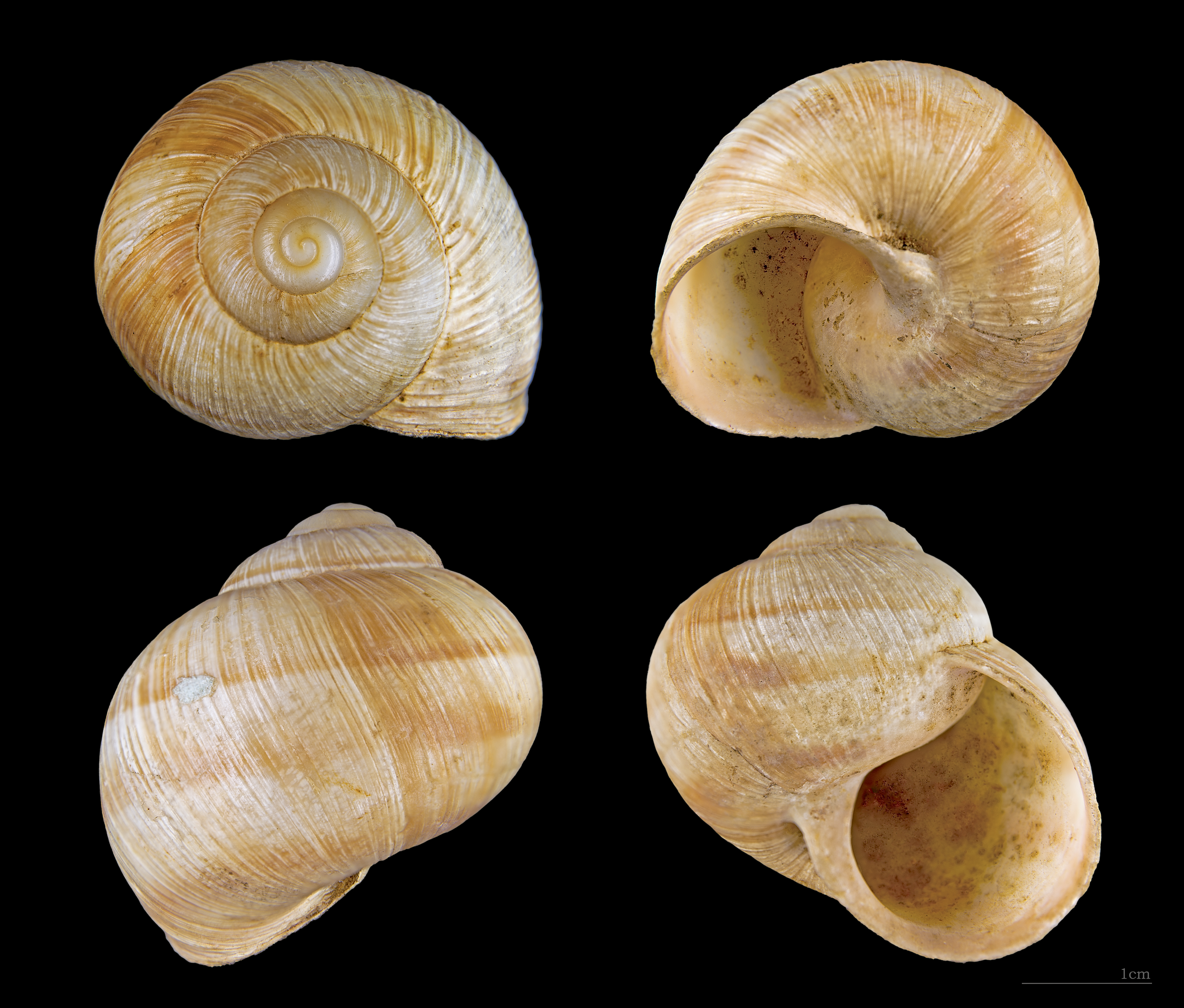
A csiga háza
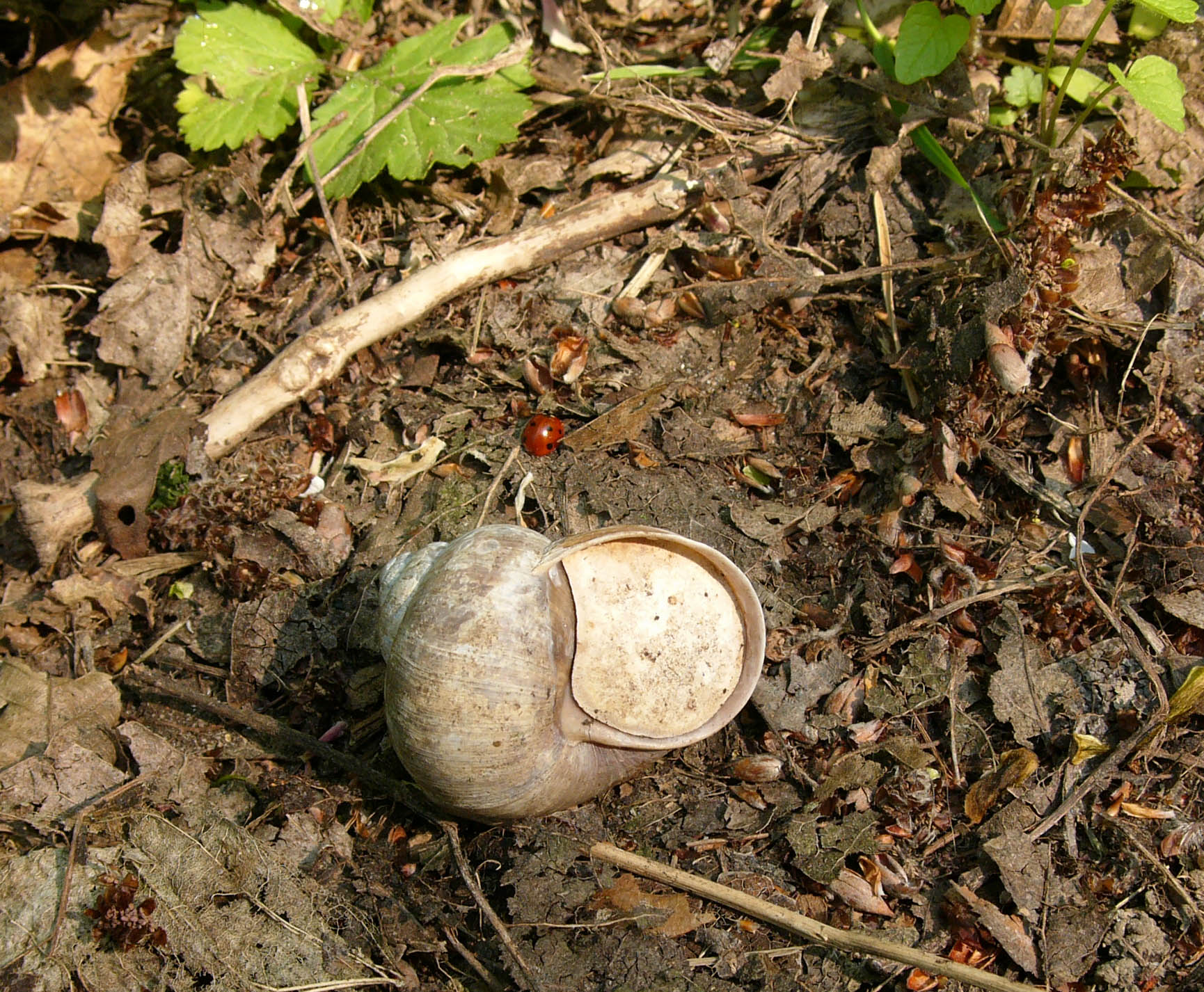
Epifragmával lezárt ház
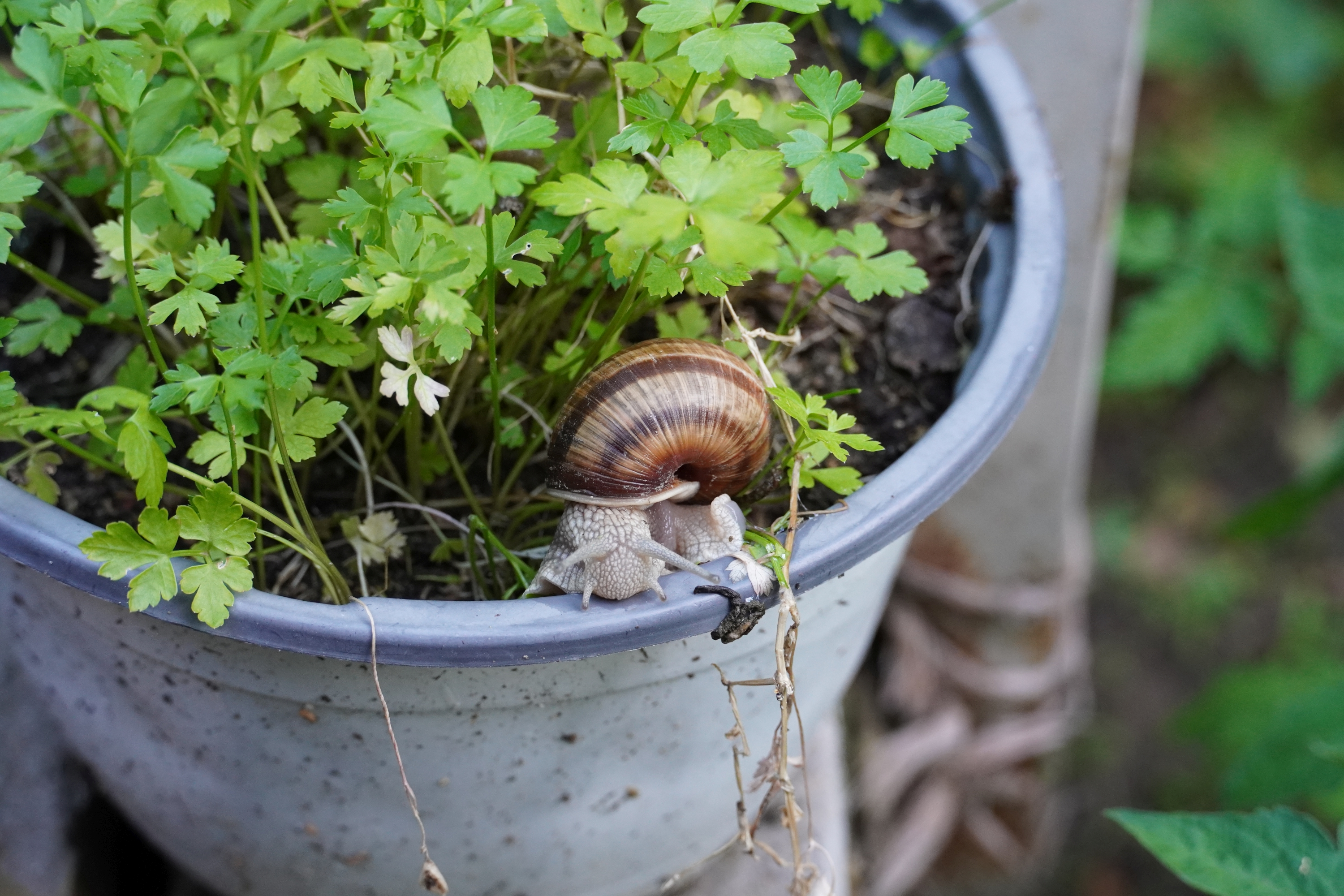
A petrezselymesben